# ISO 14001
ISO 14001 是ISO 14000 環境管理系列標準之一。ISO 14001系列標準是國際標準化組織設立的標準，與環境管理系統有關。ISO 14001定義了 環境管理體系 的全球公認要求，並且是 標準化 的一部分。 這包括環境管理各個領域的許多其他標準，包括生命週期評估、環境關鍵數據和環境績效評估。 它可以應用於製造和服務公司。 該認證有效期為四年，之後必須進行重新認證。 年度監督審核在認證之間進行。 

## 腳註
1. ↑  TÜV Nord Akademie, Umweltmanagement-Auditor （德文）